# Unai Bilbao
Unai Bilbao Arteta (* 4. Februar 1994 in Bilbao) ist ein spanischer Fußballspieler.

## Karriere
Bilbao kam 2009 von Indautxu in die Jugend des FC Barakaldo. Im April 2011 debütierte er für die Herren von Barakaldo in der Segunda División B. Mit Barakaldo stieg er jedoch zu Saisonende in die Tercera División ab. Im Sommer 2011 wechselte er zu Athletic Bilbao, wo er in der U-19-Mannschaft und ab April 2012 auch für das Farmteam CD Baskonia spielte.
Im September 2014 debütierte er für Athletic Bilbao B in der dritten Spielklasse. Mit Bilbao B stieg er zu Saisonende in die Segunda División auf. Sein Debüt in der zweiten Liga gab er am ersten Spieltag der Saison 2015/16 gegen den FC Girona. Zu Saisonende hatte Bilbao 13 Einsätze, in denen er ein Tor erzielen konnte, zu Buche stehen. Mit Bilbao B musste er jedoch nach nur einer Saison als Tabellenletzter wieder in die Segunda División B absteigen.